# میخائیل گورووی
میخائیل گورووی (به انگلیسی: Mikhail Gorevoy) (زاده ۱۹ می ۱۹۶۵) بازیگر روس است.
از فیلم‌های معروف او می‌توان به بازی در فیلم محافظ مزدور اشاره کرد.